# Wilhelm Fuchs (Montanwissenschaftler)
Christian Wilhelm Fuchs (* 1. August 1802 in Leutschau; † 28. Januar 1853 in Belgrad) war ein österreichischer Montanwissenschaftler.
Fuchs wurde als Sohn des Gymnasialprofessors in Leutschau und späteren Superintendenten in Lemberg Johann Samuel Fuchs (1770–1817) geboren. Er promovierte 1829 an der Universität Wien zum Dr. phil. (Chemie). Nachdem Fuchs 1833 und 1834 an der Bergakademie Schemnitz Studien durchführte, bildete er sich weiter praktisch beim Bergprobierer in Schmöllnitz und wurde anschließend Bergbeamter in Agordo. Im Jahr 1837 bewarb er sich erfolglos um die Professur der Chemie, Mineralogie und Metallurgie an der Bergakademie Schemnitz, wurde aber 1844 schließlich zum Oberhüttenverwalter in Schemnitz ernannt. Da Fuchs an den Ereignissen des Jahres 1848 beteiligt war, wurde er 1849 seiner Stelle enthoben. 1851 bis 1853 leitete er das Bergwesen in Serbien.
Seit 1849 war er korrespondierendes Mitglied der Akademie der Wissenschaften in Wien.
Während seiner Zeit in Wien war Fuchs zeitweise Gast von Joseph Franz von Jacquin. Er war zusammen mit Ladislaus von Kralovanszky Herausgeber der unvollendeten Flora Schneebergensis. Fuchs sammelte auch Fossilien und veröffentlichte in den Bereichen Paläontologie, Geologie und Stratigraphie.

## Veröffentlichungen

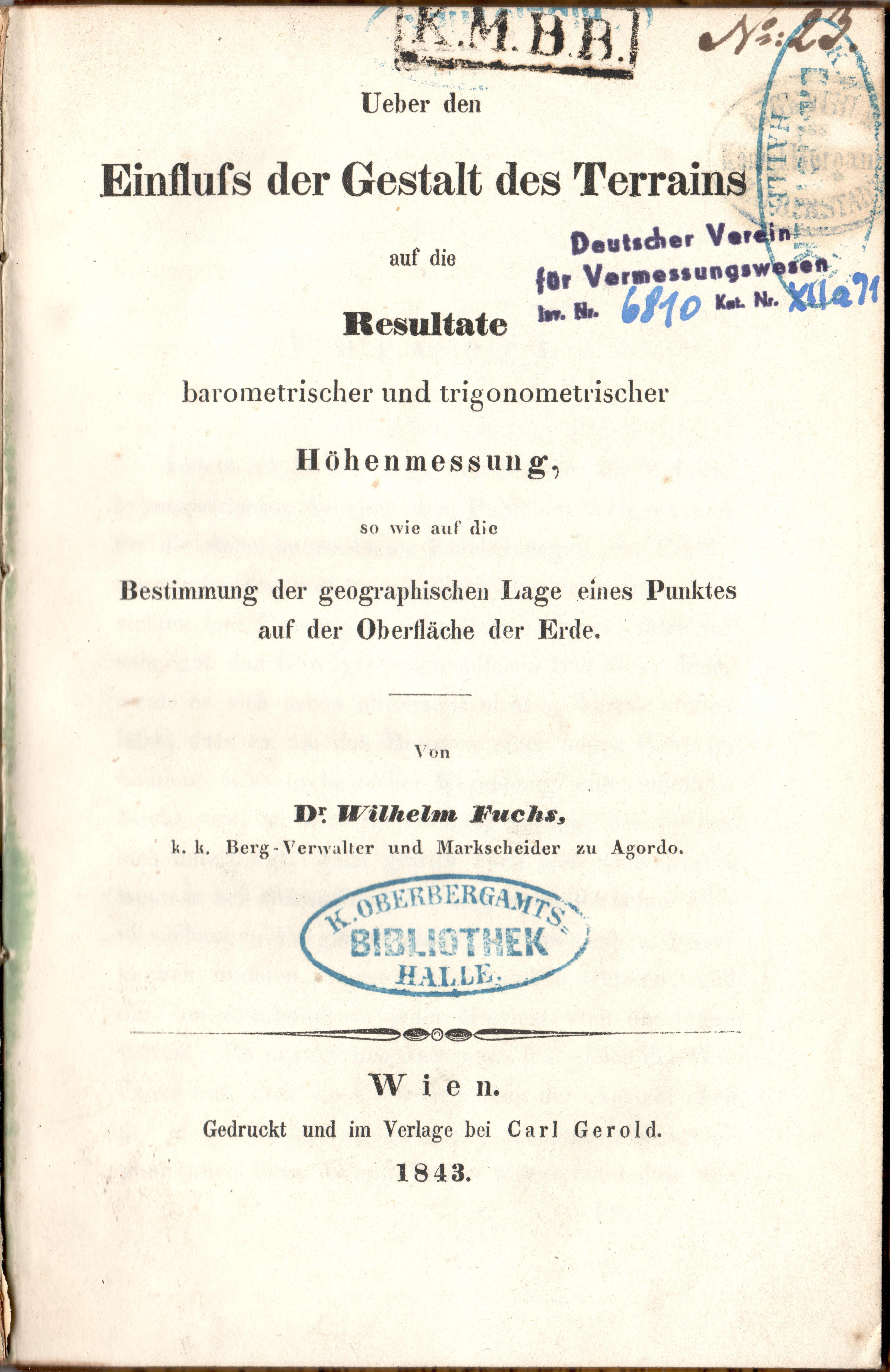

- Friedrich Mohs, ein biographischer Versuch. Wien: Kaulfus, Prandel & Co., 1843.
- Ueber den Einfluss der Gestalt des Terrains auf die Resultate barometrischer und trigonometrischer Höhenmessung der geographischen Lage eines Punktes auf der Oberfläche der Erde. Wien, 1843 (Digitalisat).
- Die Venetianer Alpen. Ein Beitrag zur Kenntniss der Hochgebirge. Mit einer geogr. Karte und Gebirgsprofilen in 18 Tafeln. Solothurn und Wien, 1844.
- Beiträge zur Lehre von den Erzlagerstätten mit Berücksichtigung der vorzüglichsten Berg-Reviere der k. k. österreichischen Monarchie. Wien: Gerold, 1846.
- Einige Bemerkungen über die Lagerungsverhältnisse der Venetianer Alpen. In: Sitzungsberichte 5, 1850, S. 452–464
- mit Franz von Hauer: Über die von Herrn Bergrath W. Fuchs in den Venetianer Alpen gesammelten Fossilien. In: Denkschriften 2, 1850, S. 1–19